# 网络摄像头模特
网络摄像头模特是在互联网上通過网络摄像头进行实况直播的直播主之一。网络摄像头模特一般以女性居多，为了獲得觀眾的各種斗內（從觀眾那裡獲得金钱及虛擬商品）常表演一些挑逗誘惑的煽情动作，如M字腿、跳脫衣舞、愛撫、自慰或與他人性行为，或在私密聊天时说下流話。她們还將這些直播视频錄製下來出售給他人。与其他性工作者不同，网络摄像头模特仅在线上活动。
由于许多网络摄像头模特通常在自己的房间实况直播，期間她們可以自行选择暴露身体的尺度或挑逗誘惑的仪态。尽管网络摄像头模特平台的多数表演者会裸露自己的隱私部位如生殖器官、乳頭或乾脆全裸，但也有些人选择穿著衣服（俗称“绿播”），不刻意强调卖弄肉体仅和觀眾線上闲聊或者自言自語，以其服务之提供情色或情感价值的同时，吸引或劝说觀眾捐款贊助。